# 2 Fast 4 Gnomz
2 Fast 4 Gnomz è un videogioco a piattaforme del 2012 per Nintendo Wii e Nintendo 3DS, scaricabile dal canale Wii Shop sulla Wii e dal Nintendo eShop sul 3DS.

## Trama
In un lontano regno abitato da gnomi, Gnomia, c'era un castello dove viveva il re degli gnomi. Il re decise di mandare in missione gli gnomi più coraggiosi per raccogliere calzini e trovare una bella principessa.

## Modalità di gioco
Il gioco consiste nel far saltare e planare lo gnomo che si controlla facendogli superare gli ostacoli e raccogliere calzini. Con la Wii si salta con 2 e si plana con la freccia in su.